# Strongylognathus italicus
Strongylognathus italicus là một loài côn trùng thuộc họ Formicidae. Đây là loài đặc hữu của Ý.